# Washhah (huyện)
Huyện Washhah là một huyện thuộc tỉnh Hajjah, Yemen. Đến thời điểm năm 2003, huyện này có dân số 62617 người